# Pietro Paolo Caula
Pietro Paolo Caula (Módena, 1555 - Módena, 23 de setembro de 1613), foi um militar e político italiano, general de artilharia.

## Biografia
A família Caula era uma das mais poderosas de Sassuolo, as crônicas locais do final do século XV e das três primeiras décadas do século XVI estão repletas de conflitos com a família Mari. Doutores, juristas e homens de armas saíram dali, e são relatados nas guerras contra os turcos na Hungria e em outros lugares. Bem notáveis foram o capitão Camillo Caula, e seu primo Marco Caula.
Pietro Paolo foi capitão do exército em Nonantola, (1594 - 1598), Comandante do exército do Duque de Modena, Prefeito em Finale (1598 - 1600), Juiz em Reggio, (1600 - 1608 e de 1611 - 1612), foi também prefeito de Montetortore.
Foi citado no testamento de Alessandro Tassoni, pois foram resolvidas com este questões de disputas familiares e territoriais.
De grande estima e influência, foi citado por artistas e escritores da época, inclusive nomeado por carta Papal.